# Evelyn Foster
Evelyn Foster (1902. – 1931. január 6.) angol taxisofőr, akit rejtélyes körülmények között gyilkoltak meg.

## Gyilkosság
Evelyn Foster egy garázstulajdonos lánya volt Northumberlandben. Taxisofőrként dolgozott. Egykori tanárként és egy kórus tagjaként népszerű volt a közösségében.
Fostert súlyos égési sérülésekkel találták meg Otterburn mellett 1931. január 6-án. Néhány órával később Foster meghalt. Halála előtt elmondta, hogyan vett fel egy ismeretlen férfi utast Elishaw-ban, aki azt kérte, hogy vigye el Pontenlandbe. Elmondta hogy a férfi szőnyeget dobott rá és felgyújtotta. Foster egy tyneside-i férfiként írta le gyilkosát, aki körülbelül 167 cm magas és körülbelül 25-26 éves. Teljesen megborotválkozott volt és tweedöltönyt és kalapot hordott.

## Nyomozás
A rendőrség megerősítette, hogy a nyomozást gyilkossági ügyként kezelik, és egy valószínű "szexmániás" után nyomoznak.
A helyszínen egy férfi sálat és egy kesztyűt találtak.
Evelyn Foster édesapja levelet írt a belügyminiszternek, amelyben súlyosan bírálta a rendőrség nyomozását. Azzal érvelt, hogy az autót órákon át védelem nélkül hagyták, így nem lehetett érvényesen ujjlenyomatmintát venni, és a rendőrség nem vizsgálta meg lábnyomokat a helyszínen.

## Utóhatások
A családot megviselte Evelyn halála. A nővére később azt mondta: „Akkor még fiatalok voltunk, de az az éjszaka megöregített minket. Azóta újra és újra átmegy a fejünkön. Olyan összetartó család voltunk. A fájdalom szörnyű volt.”

## Elméletek és vizsgálatok
Julian Symons azt állította, hogy Foster ártatlan kérdéseket tett fel a taxi viteldíjáról, amelyeket félreértettek, és a lány halálához vezettek.  
Robert Dixon író Evelyn Foster halálát vizsgálta 2011-ben megjelent Evelyn Foster: Murder Or Fraud On The Northumberland Moors című könyvében.
Diane Janes írónő 2017-ben teljes hozzáférést kapott a northumbriai rendőrség archívumához az ügyben. A Death at Wolf's Nick: The Killing of Evelyn Foster című könyvében megemlít egy lehetséges gyanúsítottat.

## Fordítás
Ez a szócikk részben vagy egészben  az   Evelyn Foster című angol Wikipédia-szócikk ezen változatának fordításán alapul.  Az eredeti cikk szerkesztőit annak laptörténete sorolja fel. Ez a jelzés csupán a megfogalmazás eredetét és a szerzői jogokat jelzi, nem szolgál a cikkben szereplő információk forrásmegjelöléseként.